# Ballao (Burkina Faso)
Pour les articles homonymes, voir Ballao.
Ballao est une commune rurale située dans le département de Siby de la province des Balé au Burkina Faso.

## Histoire
Ballao est l’un des plus anciens villages établis sur le plateau, à l’entrée de la savane du [fleuve Mouhoun]    et de la forêt protégée de Sorobouli, dans la [province des Balés].
Selon la tradition orale, le village aurait été fondé il y a plusieurs siècles par deux frères chasseurs, **Sikar** et **Foé**, venus par le fleuve depuis la région de la Sissili, au sud du Burkina Faso. Attirés par l’abondance de gibier et d’eau douce, ils s’installèrent avec leurs familles près d’un point d’eau — le premier puits du village — non loin de ce que les habitants appellent encore aujourd’hui la « porte des morts ».
La première famille installée fut celle des **Ivo**. En langue winien, *Ballao* signifie « ventre repu », surnom affectueux donné par l’aîné à son frère. *Ivo*, qui signifie « tu es en forme », était la réponse du cadet. Ces deux expressions ont donné naissance au nom du village et à celui de sa première lignée.
Ballao s’est ensuite agrandi avec l’arrivée d’autres familles, formant les trois premières communautés résidentes du village province des Balés.

## Éducation et santé
Le centre de soins le plus proche de Ballao est le centre de santé et de promotion sociale (CSPS) de Siby tandis que le centre médical régional avec antenne chirurgicale se trouve à Boromo.

## Culture
Le village de Ballao fait partie d'une des régions riches pour la culture des masques burkinabé.